# Gymnosiphon samoritoureanus
Gymnosiphon samoritoureanus är en enhjärtbladig växtart som beskrevs av Martin Roy Cheek. Gymnosiphon samoritoureanus ingår i släktet Gymnosiphon och familjen Burmanniaceae. Inga underarter finns listade i Catalogue of Life.